# Tests médicaux rapides
 (août 2007).
Si vous disposez d'ouvrages ou d'articles de référence ou si vous connaissez des sites web de qualité traitant du thème abordé ici, merci de compléter l'article en donnant les références utiles à sa vérifiabilité et en les liant à la section « Notes et références ».
L'appellation tests médicaux rapides regroupe tous les tests sous forme de bandelettes ou de cassettes (parfois appelées savonnettes) qui donnent des résultats en quelques minutes.
Ces tests sont principalement utilisés par les hôpitaux, les laboratoires et le secteur médical en général, cependant on note une tendance au développement dans d’autres secteurs en France (police, prison, etc.)
Les tests rapides les plus connus et les plus utilisés en Europe sont les tests de grossesse, les tests d’alcoolémie et les tests VIH.

## Principe des tests
Les tests médicaux ont souvent pour principe de fonctionnement les réactions immunologiques. Les résultats sont donnés le plus souvent grâce à une coloration de la fenêtre donnant les résultats. On appelle alors ces réactions, des réactions immuno-chromatographique. 
Les bandelettes ou les cassettes sont imbibés d’antigène ou d’anticorps réagissant avec les échantillons de corps humains prélevés.
Ces échantillons sont le plus souvent du sérum, du plasma ou tout simplement du sang, de l’urine, de la salive, ou des selles. Cependant, pour certains tests, d’autres prélèvements sont nécessaires (prélèvements nasaux pour les tests Influenza, prélèvements de gorges pour le streptocoque A, prélèvements urétraux ou cervicaux pour la détection de la chlamydiae, etc.)
Ces échantillons contiennent certains anticorps spécifiques à la pathologie recherchée si la maladie est présente. Ainsi, les tests médicaux rapides mettent en évidence la présence ou l’absence de ces anticorps, et par là même, la présence ou non de la maladie.

## Tests de dépistage de stupéfiant
Il existe des tests permettant de détecter toutes (ou presque) les substances illégales connues. Ces tests étaient jusqu’à présent principalement utilisés par les pompiers ou les services « urgences » des hôpitaux. Cela permet aux pompiers ou aux médecins de savoir comment réagir et de comprendre la réaction des individus.
Cependant, la nouvelle tendance en France est l’utilisation de ces tests par la police, les militaires, les centres de toxicologie, ou encore les laboratoires. En ce qui concerne la police française, elle n’utilisait jusqu’à présent uniquement des tests d’alcoolémie, mais utilise depuis le début de l’année 2007 des tests salivaires de détections de cannabis. Cela a été étendu aux autres drogues ; en 2015, 121 000 tests ont été effectués en France, pour 53 000 positifs. Depuis fin 2016, la prise de sang n'est plus nécessaire (mais le contrevenant peut la demander à ses frais) via la généralisation de nouveaux tests plus performants.
Les principales entreprises commercialisant les tests médicaux rapides en France sont TODA PHARMA, NarcoCheck, ID PHARMA, ALL.DIAG, Biosynex, Pharma D13, Servibio, Nal von minden, Fumouze, Biomédical , etc.
En Espagne : Merk, Profas, Nal von minden, Zarilab Diagnostica SL, Acon, Biomereieux, Izasa, Eve Layper, Pervalab...
En Allemagne : Merk, Profos, Nal von Minden, MP Biomedia...